# ミロシュ・オビリッチ
ミロシュ・オビリッチ (セルビア語キリル・アルファベット: Милош Обилић, 発音: [mîloʃ ôbilit͡ɕ]) は、14世紀にセルビアのラザル・フレベリャノヴィチに仕えたとされる伝説的な騎士。同時代史料では言及がみられないが、後に1389年のコソヴォの戦いでオスマン帝国のスルタンであるムラト1世を暗殺した人物として知られるようになった。暗殺者の名は15世紀後半まで文献上に現れないが、ムラト1世の暗殺を巡る風聞についてはフィレンツェ共和国、セルビア、オスマン帝国、ギリシアの文献に広く見られ、後のミロシュ・オビリッチ伝説の原型となる物語は事件後の半世紀ほどの間にバルカン諸国に広まっていたと考えられている。
オビリッチが実在したのかどうかは定かでない。コソヴォの戦いでセルビア軍を率い戦死したラザル・フレベリャノヴィチの一族は、自分たちの政治的影響力を強めるべく「コソヴォ神話を生み出し」たのであるが、その中にオビリッチの物語も含まれていた。セルビア叙事詩上でオビリッチは主要人物として扱われ、ついには中世セルビアの民間伝承におけるセルビア民族の最も高貴な英雄と見なされるほどになった。コソヴォの戦いをめぐるセルビアの伝承上で、オビリッチの活躍はラザルの殉教やヴク・ブランコヴィチの背信疑惑と共に欠かすことのできない要素となった。19世紀には、セルビア正教会により聖人として崇敬されるまでになった。

## 名前
ミロシュ (Miloš)は中世前期以降ブルガリア人、チェコ人、ポーランド人、セルビア人の間で非常によく使われているスラヴ人の名である。語源は「慈悲深い」「親愛なる」といった意味を持つmil-にある。
姓は、彼に言及している文献によって様々なパターンが存在する[a]。ヴァシリイェ・ペトロヴィチの『モンテネグロの歴史』(1754年)では「ミロシュ・オビリイェヴィチ」（Miloš Obilijević）と記されているのに対し、歴史家パヴレ・ユリナツは1765年の著作で「オビリッチ」(Obilić)が姓だとしている。チェコの歴史家コンスタンティン・イレチェクによれば、「オビリッチ」をはじめとするこの人物の姓の異型は、いずれもセルビア語のobilan (「たくさんの」の意)およびobilje (「富」、「豊富」の意)が語源になっている。「コビリッチ」という姓が当てはめられている場合もある。こちらはスラヴ言語におけるkobila (牝馬)が語源であり、「コビリッチ」は「牝馬の息子」を意味することになる。これはこの人物が牝馬に育てられたというセルビアの伝説上の物語に由来している。イレチェクはこの姓を、14世紀から15世紀に活躍したラグサとトレビニェの2つの貴族、コビリッチ家とコビリャチッチ家と結びつけている。またイレチェクは、彼らが18世紀に牝馬と結びつくのが「下品」だと考えて姓を改めていた点を指摘している。セルビアの歴史家ミハイロ・ディニッチは1433年のラグサの文書を根拠に、ミロシュの本来の姓はコビリッチ（Kobilić、ラテン語: Cobilich)であったと断定している。
叙事詩の中では「ポツェリェのミロシュ」と呼ばれていることが多い。土着伝承によれば、ミロシュの出身地はセルビア西部ポツェリナだったとされている。この地には「ミロシュの泉」（Miloševa Banja）と呼ばれている泉や、ミロシュの姉妹が眠っているとされる古い墓がある。

## 初期の文献
ラザル・フレベリャノヴィチ崇敬関連のものを主とする、コソヴォの戦いにかんする初期の文献には、ミロシュや彼のスルタン暗殺に関する言及は見られない。ただスルタンのムラト1世が暗殺されたという話は、戦闘からわずか12日後の1389年7月9日に助祭イグナティイェが初めて記録している。1389年7月23日にはヴェネツィア共和国の元老院がアンドレア・ベンボに宛てた指示書の中で、ムラト1世とその子のうちの一人が暗殺されたという記述が為されている。ただしヴェネツィア人たちは、この暗殺の情報は定かではないとしている。1389年8月1日、ボスニア王スティエパン・トヴルトコ1世 (在位: 1353年-1391年) は、トロギル市民に宛てた書簡で「オスマン帝国の敗北」を知らせている。「トルコ人に対する勝利」 (ラテン語: ob victoriam de Turcis)という文言は、フィレンツェ共和国書記官長コルッチョ・サルターティ (1406年没)がフィレンツェ元老院代表としてスティエパン・トヴルトコ1世に宛てた1389年10月20日の書簡にも見られる。ここに暗殺者の名前は言及されておらず、代わりに12人のキリスト教徒貴族がオスマン軍の戦列を打ち破ったのだと記されている。
「剣で道を切り開き、敵の戦列と鎖でつながれたラクダの輪を突き破り、勇ましくアムラート（ムラト1世）の天幕にたどり着いた十二人の忠実なる臣たちの手は、幸い、最も幸いなるものであります。このような強いヴォイヴォダを、剣で喉と腹を刺して力強く殺した者は、何よりも幸いであります。そして、死んだ指導者の醜い死体の上に、犠牲者として殉教という輝かしい方法によって命と血を捧げた人々は、皆祝福されております。」。
またイタリアの商人ベルトランド・デ・ミグナネッリが1416年に記した著作によれば、オスマン帝国のスルタンを殺害したのはセルビア側の司令官たるラザル・フレベリャノヴィチ本人だったことになっている。
セルビアの文献で初めてムラト1世暗殺の話が登場するのは、1440年代にコンスタンティン・コステネチキが著した、ラザル・フレベリャノヴィチの子ステファン・ラザレヴィチの伝記である。暗殺者の名はまだ挙げられていないが、その人物は高貴な生まれで、嫉妬にかられた者たちがラザルの前でその名誉を傷つけようとするような人物だったとされている。これに対し彼は己の忠誠心を証明するため、脱走と見せかけて単身で戦列を離れ、機会をとらえてスルタンを刺殺し、間もなく自分も殺されたのだという。屈辱を背負い、それをスルタン殺害と言う勇敢な企みによって晴らすという筋書きは、後に生まれるセルビアの伝説で欠かせない要素となった。

## オスマン帝国・ギリシアの文献

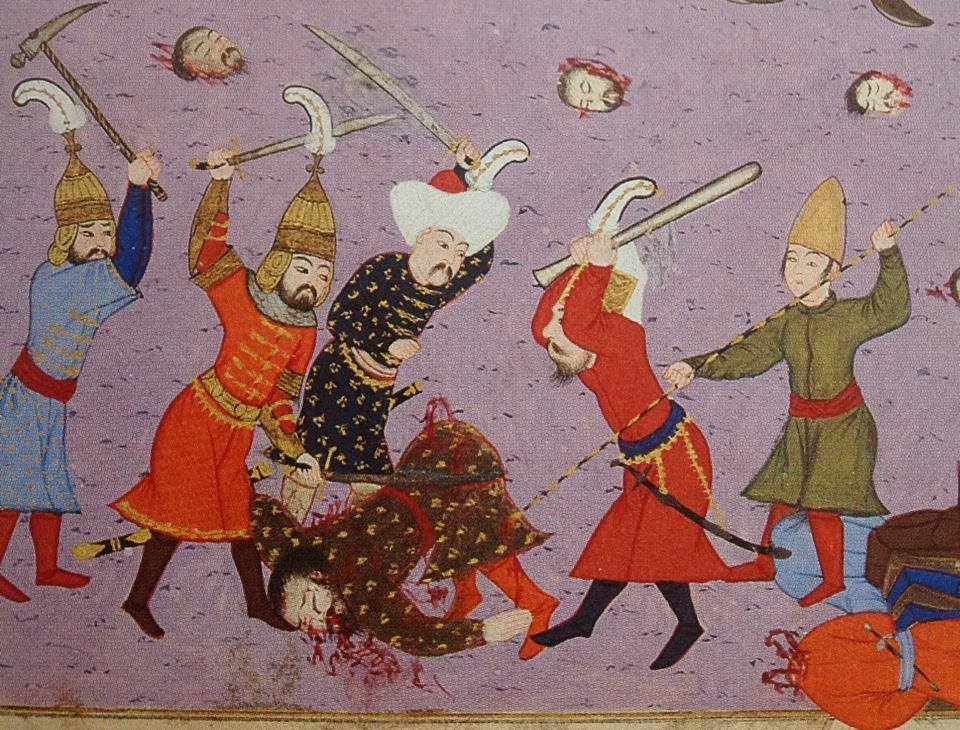
ミロシュ・オビリッチの殺害（ナッカシュ・オスマン画、16世紀）

オスマン帝国側の初期の文献の多くでは、ムラト1世は戦場で共を連れずに行動していたところを、死体に紛れて身を潜めていた無名のキリスト教徒に襲われ刺殺されたのだとされている。例えば15世紀前半の詩人アフメディーは「突然、血にまみれて敵の死体の中に隠れていたと思しきキリスト教徒の一人が立ち上がり、ムラトに駆け寄って短剣を突き立てた。」としている。
歴史家のハリル・イナルツクは、コソヴォの戦いに関する比較的近い時代のオスマン帝国側資料で特に重要なのが、詩人エンヴェリの1465年の作品『デュストゥールナーメ』 (トルコ語: Düstûrnâme)であるとしている。イナルツクによれば、この文献は戦いに実際に居合わせた人物の証言をもとに書かれている。その人物とはおそらく、戦闘前にムラト1世がラザル・フレベリャノヴィチのもとに派遣した使者ホジャ・オメルである。エンヴェリの記述によると、暗殺者「ミロシュ・バン」はセルビア貴族になる前はオスマン帝国のスルタンの宮廷につかえていたムスリムだったのだが、脱走して棄教したのだという。伝えられるところによれば、スルタンは何度も彼を呼び戻そうとした。しかしエンヴェリによれば、ミロシュは毎回帰ると返答しておきながら帰らなかった。コソヴォの戦いに関しては、この文献によれば、ラザルが捕らえられた時、黒い牡馬に乗っていたムラト1世のもとにミロシュがやってきて「私はミロシュ・バン、我がイスラームの教えに帰り来て、御身の手に接吻しとうございます。」と言った。そしてムラト1世に十分近づいたところで、袖口に隠し持っていたダガーで刺し殺した。その後、ミロシュはムラト1世の傍にいた者たちにより、剣や斧で細切れに斬り殺された。
また15世紀に活動したエディルネ出身の歴史家オルチュ・ベイによれば、オスマン軍は逃げる敵を追うのに気を取られて、スルタン暗殺の隙を生んでしまった。そのキリスト教徒（ミロシュ）は「みずから犠牲になると約束して、一人馬上にいたムラトに近づいた。彼はスルタンの手に接吻すると見せかけて、鋭いダガーでスルタンを刺した。」。
15世紀後半ごろから、ギリシア語文献でもミロシュのスルタン暗殺物語が言及され始めた。アテネの学者ラオニコス・ハルココンディリス (1490年ごろ没)は、ムラト1世の暗殺者を「ミロエス」(Miloes)と書き、「貴族の生まれで、みずから進んで暗殺という英雄的な行動を成し遂げようと決断した（者）。彼はラザル侯から必要なものを貰い受け、馬に乗って脱走者のようにみせかけムラトの陣営へ去った。ムラトは、戦いを間近にして自軍のただ中に立っていたのだが、脱走者を受け入れようとしたがっていた。ミロエスはスルタンとその護衛たちの元までたどり着くと、槍をムラトに向け、彼を殺した。」と紹介している。同じく15世紀後半の歴史家ミカエル・ドゥーカスは、著書『ビザンツの歴史』をムラト1世暗殺の話で締めくくった。ここでは、若い貴族が戦場からの逃亡を偽装し、トルコ人に捕らえられた後に、「勝利への鍵を知っている」といってムラトに近づき殺した、ということになっている。
ミオドラグ・ポポヴィチ (1976)は、セルビアの伝説で語られるうちの、ミロシュが秘密裏に、かつ計画的に事を運んだという要素はすべてオスマン帝国側の文献に端を発しており、それらは元をたどれば、敵のキリスト教徒が「よこしまな」手だてでムラト1世を殺したと中傷する叙述だったと指摘している。トーマス・Ａ・エマートもポポヴィチの説に賛同している。
エマートによれば、トルコ語文献が早い段階でムラト1世の暗殺に何度も言及しているのに対し、西洋、セルビア側の文献で同様の言及が為されるのはかなり後になってからである。エマートは、セルビア人が暗殺の事実を知っていたにもかかわらず、何らかの理由で記録しないことにしていたのだと推測している。
オスマン帝国の歴史家メフメト・ネシュリは、1512年の著作でコソヴォの戦いを詳述しており、これが後のオスマン帝国や西洋の文献が参考にする、コソヴォの戦いの基礎文献となった。ネシュリはセルビアで良く知られている伝承からもいくつか材を得ており、ムラト1世暗殺の経緯を、暗殺者に否定的な調子で書き記している。

## セルビアにおける伝承
セルビアにおけるコソヴォ伝説の中で、ミロシュ・オビリッチは主要な英雄の一人として知られている。この伝承によれば、ミロシュはセルビアの君主ラザル・フレベリャノヴィチの義理の息子（婿）だったのだとされている。大まかな筋は、次のとおりである。ミロシュの妻、すなわちラザルの娘と、その姉妹でヴク・ブランコヴィチの妻との間に、どちらの夫が勇敢かをめぐって喧嘩が起きた。その結果、ブランコヴィチはミロシュと敵対し戦う道を選んだ。憎悪に駆られたブランコヴィチはラザルに告げ口し、ミロシュがラザルを裏切ってトルコ人と組もうとしていると讒言した。コソヴォの戦い前夜、ラザルは夕食の席で、ミロシュが不忠者であると咎めた。そこでミロシュは自身の忠誠心を証明するべく、脱走を装ってオスマン帝国の陣営へ向かった。機を見計らって、ミロシュはオスマン帝国のスルタンであるムラト1世を刺殺し、自身もスルタンの近侍の者たちにより処刑された。伝説の語りは、ここからコソヴォの戦いの戦闘描写へと移っていく。
コソヴォ伝説を生みだした源流については、コソヴォの戦いが実際に起きた現地にあるという説と、バルカン半島内のより西方でフランス武勲詩の影響を受けて生まれたものであるとする説がある。セルビアの文献学者ドラグティン・コスティッチは、フランスの騎士道叙事詩はコソヴォ伝説の成立には一切かかわっておらず、「単に、すでに生み出されていた伝説とその初期の詩的表現を『補正』しただけ」なのだと主張している。コソヴォ伝説の中核をなしているのは、1389年から1420年にかけてモラヴァ・セルビアで書かれた、ラザルを殉教者・聖人として称賛する聖人崇敬文学群である。中でも特に重要なのが、セルビア総主教ダニーロ3世が著した『ラザル侯賛歌』である。15世紀になると、徐々に伝説が形作られていった。
1430年代にコンスタンティン・コステネツキが著した『専制公ステファン・ラザレヴィチの生涯』には、すでにコソヴォの戦いでオスマン軍の陣営に侵入しムラト1世を殺害した英雄の姿がある。ただしここでは、その英雄の名は明らかにされていない。「ラザルの婿同士の確執」というテーマは、15世紀半ばのヘルツェゴヴィナで初めて現れた。16世紀の文献では、ラザルが戦闘前夜の晩餐でミロシュを咎めた話が現れてくる。マヴロ・オルビーニの1601年の著作では、ラザルの娘たちが自身の夫の勇敢ぶりを張り合う物語が初めて登場する。これらの要素すべてを包含してコソヴォ伝説の完成を見たのが、18世紀初頭にコトル湾もしくはスタラ・ツルナ・ゴラ近辺で編まれた『コソヴォの戦いの物語』である。この文献は非常に広く人気を博し、コピーが以後約150年にわたって繰り返し発行され、旧ユーゴスラヴィアの南辺からブダペストやソフィアにいたるまで伝わっていった。また『物語』は、18世紀初頭以降にハプスブルク帝国内のセルビア人の間に民族意識を呼び起こすのにも重要な役割を担った。

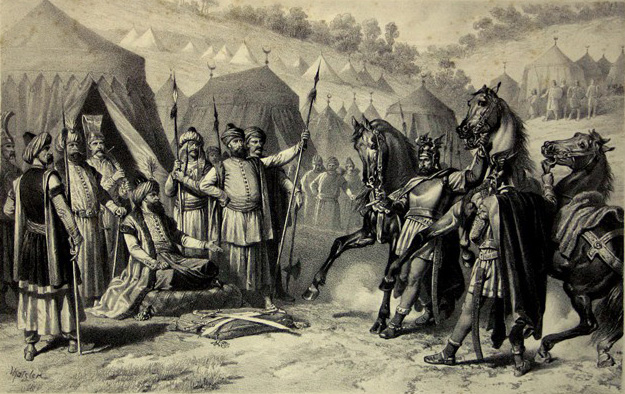
ムラト1世の天幕にたどり着いたミロシュ・オビリッチ

ムラト1世の暗殺犯の全名を始めて記したのが、1497年ごろに成立した『イェニチェリの回顧録』（『トルコの歴史あるいは年代記』とも）である。著者のコンスタンティン・ミハイロヴィチは、ルドニク山に近いオストロヴィツァ村出身の、セルビア人イェニチェリだった。彼はコソヴォにおけるセルビアの敗北から「背信」にまつわる教訓を引き出す文脈の中で、「ミロシュ・コビツァ」という騎士が、戦闘の中でムラト1世を殺した、と述べている。次にムラト1世殺害者の名に言及しているのが、スロヴェニア人修道僧ベネディクト・クリペチッチが1530年に記したバルカン半島旅行回顧録である。クリペチッチはコソヴォ・ポリェにあったムラト1世の墓を訪ねた時について語る際、「ミロシュ・コビロヴィチ」という騎士の物語を紹介している。クリペチッチは、ミロシュが戦前に侮辱を受けラザルの寵を失っても耐え忍んだこと、ラザルや他の貴族たちとの最後の晩餐、ムラト1世の天幕への進入、残忍な殺人、そして馬に乗って逃げようとしたものの避けられなかった己の死、というミロシュの物語を念入りに練り上げている。ただクリペチッチは自身の物語の出典を明らかにせず、ただセルビア人がミロシュを伝統的に称え、その英雄的な策略を歌に歌っているとだけ記してる。またクリペチッチは他にもコソヴォの戦いの伝説を記録し、ボスニアやクロアチアなどコソヴォから遠く離れた地で伝わるミロシュの歌についても言及している。イングランドの歴史家リチャード・ノールズは1603年の著作でセルビア人の間で伝わる「郷土歌」を紹介しており、その中でミロシュを「コベリッツ」(Cobelitz)と呼んでいる。
セルビア叙事詩や歌（『ラドゥル・ベイとブルガリアの王シシュマン』『ドゥシャンの婚礼』など）では、ミロシュ・オビリッチはカラジョルジェやヴク・カラジッチ、ペータル2世ペトロヴィチ＝ニェゴシュらの文学作品と同様に、素晴らしい道徳と知性を持ったかつてのディナルに起源を持つセルビア人の一人と見なされており、同時代のそのような評価を持ちえないブルガリア人と対照的な存在とされている。『オビリッチ、ドラゴンの子』という詩では、彼はドラゴンの息子とされ、身体的にも精神的にも超人的な力を有していたと強調されている。この詩の中でミロシュは、他のセルビア叙事詩に登場する様々なセルビアの英雄たちの戦列に加わる。彼らも同じくドラゴンの子孫であり、トルコ人と戦った者たちであるとされている。
セルビア叙事詩の中には、ミロシュ・オビリッチと義兄弟の契りを結んだ者が登場することがある。相手は話によってさまざまで、ミラン・トプリツァとイヴァン・コサンチッチ、またはマルコ・ムルニャヴツェヴィチ、またはユゴヴィチ兄弟といった名が挙げられている。

## 後世への影響

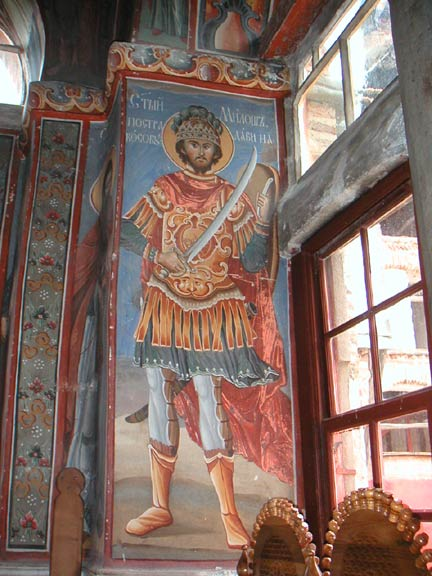
ヒランダル修道院にあるミロシュ・オビリッチのイコン。聖戦士の姿で描かれている。

セルビア正教会がミロシュを列聖したのは、19世紀になってからであった。第一次セルビア蜂起 (1804年–1815年)の頃、ギリシアのアトス山にあるヒランダル修道院のラザル・フレベリャノヴィチの拝廊に、光背を付され剣を携えた聖人の姿でミロシュのフレスコ画が描かれた。歴史家のラデ・ミハリチッチによれば、ミロシュ崇拝はオスマン帝国支配期にサヴァ川・ドナウ川の南のセルビア人の間で生まれ、広まっていった。
さらにモンテネグロ主教公で詩人でもあったペータル2世ペトロヴィチ＝ニェゴシュが1847年に叙事詩『山の花環』を世に出したことで、セルビア人の間にミロシュが英雄として知れ渡った。この作品は、コソヴォの戦いにおける暗殺者ミロシュの武勇を称え、彼を「高貴な感覚の犠牲者、/まったく力強い軍事の天才、/冠を打ち砕く恐ろしき雷」と呼んでいる。またニェゴシュは、受章者の勇気をたたえるオビリッチ記章なるものを創設している。
ミロシュの物語とコソヴォの戦いの顛末は、セルビア人の意識、歴史、詩歌の中に深く刻み込まれている。ニェゴシュが編んだミロシュらの物語は、後の世代のセルビア人たちに多大な影響を与えた。サライェヴォ事件でオーストリア皇位継承者フランツ・フェルディナントを殺害した暗殺者、ガヴリロ・プリンツィプもその一人だった。
1913年、セルビア王ペータル1世は戦場などで優れた勇気を見せた兵士に与える勇敢記章、通称ミロシュ・オビリッチ記章を創設した。この記章はバルカン戦争や第一次世界大戦で授与が行われ、第二次世界大戦でもユーゴスラヴィア軍や連合軍の者に与えられたが、その終戦と共に廃止された。
1980年代後半、セルビアの宗教的ナショナリストたちが、ミロシュ像やコソヴォ神話をさらに膨らませ始めた。彼らは、ラザル・フレベリャノヴィチをキリストに似た殉教者として、またミロシュ・オビリッチを忠誠心を証立て報復を求めて自己犠牲に殉じたセルビア人として描いたニェゴシュの『山の花環』に強いインスピレーションを受けていた。1989年6月28日（セルビアではこの日はヴィドヴダンという祝日である）に古戦場近くのガジメスタンで開催されたコソヴォの戦い600周年祭では、こうしたコソヴォ神話像が色濃く反映された。ミロシュ・オビリッチの業績は、公的な場面でも政治家たちが盛んに引用した。例えばスロボダン・ミロシェヴィチ大統領は、600周年祭の際のガジメスタン演説でミロシュに言及している。彼の体制では、たびたびミロシェヴィチを「民族の救済者」と呼んでミロシュ・オビリッチになぞらえる論法が用いられた。
セルビアには、「2人の役立たずがミロシュを殺した」(Dva loša ubiše Miloša / Dva su loša ubila Miloša)というイディオムがある。これはミロシュが圧倒的多数の敵に取り殺されたことになぞらえ、量が質を凌駕してしまうのが悲しき世の常である、ということを意味する言葉である。